# بلدة مايفيلد (مقاطعة لابير)
مايفيلد، مقاطعة لابير (بالإنجليزية: Mayfield Township, Lapeer County, Michigan)‏ هي بلدة تقع بولاية ميشيغان في الولايات المتحدة. تبلغ مساحتها 90.8 (كم²)، وترتفع عن سطح البحر 252 م، بلغ عدد سكانها 7659 نسمة في عام تعداد الولايات المتحدة 2000 حسب إحصاء مكتب تعداد الولايات المتحدة وتصل الكثافة السكانية فيها 85 نسمة/كم2.

## وصلات خارجية
- www.mayfieldtownship.com/
- The US50 - Cities and Towns in Michigan State
- Michigan Cities and Towns, Facts, Map, Flag, Colleges, Government, and More